# Bohrium
Le bohrium (symbole Bh) est l'élément chimique de numéro atomique 107. Il a été synthétisé pour la première fois en 1981  par la réaction 209Bi (54Cr, n) 262Bh au Gesellschaft für Schwerionenforschung (GSI) de Darmstadt, en Allemagne :
54
24Cr + 209
83Bi ⟶ 263
107Bh* ⟶ 262
107Bh + 1
0n.
L'expérience a été renouvelée au GSI en 1989, produisant cette fois également du 261Bh ainsi qu'un isomère nucléaire du 262Bh. Le Transfermium Working Group (TWG) de l'UICPA a entériné la découverte de l'élément 107 par le GSI en 1992, et l'UICPA a proposé le nom bohrium en 1994 ; une polémique s'ensuivit dans la crainte que ce nom puisse entraîner des confusions avec le nom anglais boron du bore, le GSI estimant avoir le droit de proposer la dénomination alternative nielsbohrium, mais bohrium a finalement été reconnu internationalement en 1997, en hommage au physicien danois Niels Bohr.
Il s'agit d'un transactinide très radioactif, dont l'isotope connu le plus stable, le 270Bh, a une période radioactive d'environ 1 min. Situé sous le rhénium dans le tableau périodique des éléments, il appartient au bloc d et présente les propriétés chimiques d'un métal de transition.

## Isotopes
Onze radioisotopes sont connus,  de 260Bh à  274Bh, ainsi qu'un isomère, 262mBh. L'isotope à la plus grande durée de vie connue est 270Bh avec une demi-vie d'environ 3 minutes.